# Rudolf Asp
Rudolf Torvald Dagobert Asp, född 26 mars 1851 i Malmö, död 6 maj 1907, var en svensk boktryckare och tidningsman. Han var bror till Louis Asp.
Den 16 november 1874 fick Asp utgivningsbevis och den 12 december 1874 så kom det första provnumret av periodiska tidningen Malmö-Posten ut. Tidningen trycktes hos Lefevre & Asps Boktryckeri som låg vid Isak Slagtaregatan i Malmö. Asp genomgick typografisk utbildning och grundade i november 1888 i Malmö tidningen Skånska Dagbladet (med Leonard Ljunglund som huvudredaktör) och blev efter att ett aktiebolag bildats 1898 styrelseledamot och verkställande direktör. Han bedrev en framgångsrik marknadsföring och under han ledning blev tidningen efter Stockholms-Tidningen Sveriges mest spridda billighetstidning.